# Lijst van voetbalinterlands Azerbeidzjan - Bulgarije
Deze lijst van voetbalinterlands is een overzicht van alle officiële voetbalwedstrijden tussen de nationale teams van Azerbeidzjan en Bulgarije. De landen speelden tot op heden vier keer tegen elkaar. De eerste ontmoeting was een vriendschappelijke wedstrijd op 17 november 2004 in Bakoe. Het laatste duel, eveneens een vriendschappelijke wedstrijd, vond plaats in de Azerbeidzjaanse hoofdstad op 25 maart 2024.

## Wedstrijden
| № | Plaats | Datum            | Competitie           | Wedstrijd                | Uitslag |
| - | ------ | ---------------- | -------------------- | ------------------------ | ------- |
| 1 | Bakoe  | 17 november 2004 | Vriendschappelijk    | Azerbeidzjan – Bulgarije | 0 – 0   |
| 2 | Bakoe  | 9 september 2014 | EK 2016 kwalificatie | Azerbeidzjan − Bulgarije | 1 − 2   |
| 3 | Sofia  | 13 oktober 2015  | EK 2016 kwalificatie | Bulgarije − Azerbeidzjan | 2 − 0   |
| 4 | Bakoe  | 25 maart 2024    | Vriendschappelijk    | Azerbeidzjan – Bulgarije | 1 – 1   |

## Samenvatting
| Competitie        | Totaal gespeeld | Winst Azerbeidzjan | Gelijk | Winst Bulgarije | Doelsaldo Azerbeidzjan – Bulgarije |
| ----------------- | --------------- | ------------------ | ------ | --------------- | ---------------------------------- |
| EK-kwalificatie   | 2               | 0                  | 0      | 2               | 1 − 4                              |
| Vriendschappelijk | 2               | 0                  | 2      | 0               | 1 − 1                              |
| Totaal            | 4               | 0                  | 2      | 2               | 2 − 5                              |

Wedstrijden bepaald door strafschoppen worden, in lijn met de FIFA, als een gelijkspel gerekend.

## Details

### Tweede ontmoeting
| EK 2016 kwalificatie (scheidsrechter Alon Yefet, Bakoe, 9 september 2014):                                                                                       |              | |
| Azerbeidzjan | 1 – 2        | Bulgarije |
| Dima Nazarov 54' | goals        | 14' Iliyan Mitsanski 87' Ventsislav Hristov |
| Berti Vogts | bondscoach   | Ljoeboslav Penev |
| Kamran Ağayev Rəşad Sadıqov Ruslan Abışov 73' Mahir Şükürov Ufuk Budak 90' Qara Qarayev Badavi Hüseynov Vaqif Cavadov 46' Rauf Əliyev Dima Nazarov Rüfət Dadaşov | opstellingen | Vladislav Stojanov Apostol Popov Veselin Minev Stanislav Manolev Nikolaj Bodurov Vladimir Gadzhev Svetoslav Djakov 83' Mihail Aleksandrov 74' Georgi Iliev Georgi Milanov 58' Iliyan Mitsanski |
| Araz Abdullayev 46' Tərlan Quliyev 73' Vüqar Nadirov 90' | wissels      | 58' Andrey Galabinov 74' Todor Nedelev 83' Ventsislav Hristov |
| Ruslan Abışov 23' Vaqif Cavadov 35' Araz Abdullayev 90' | gele kaarten | 62' Vladimir Gadzhev |
| - Debuut van Tərlan Quliyev (Qarabağ FK) voor Azerbeidzjan. |              | |